# Buncu
Buncu is een bestuurslaag in het regentschap Bima van de provincie West-Nusa Tenggara, Indonesië. Buncu telt 2622 inwoners (volkstelling 2010).